# Sarenga
Sarenga là một thị trấn thống kê (census town) của quận Haora thuộc bang Tây Bengal, Ấn Độ.

## Địa lý
Sarenga có vị trí 22°46′B 87°02′Đ / 22,77°B 87,03°Đ Nó có độ cao trung bình là 88 mét (288 feet).

## Nhân khẩu
Theo điều tra dân số năm 2001 của Ấn Độ, Sarenga có dân số 21.621 người. Phái nam chiếm 51% tổng số dân và phái nữ chiếm 49%. Sarenga có tỷ lệ 59% biết đọc biết viết, thấp hơn tỷ lệ trung bình toàn quốc là 59,5%: tỷ lệ cho phái nam là 64%, và tỷ lệ cho phái nữ là 54%. Tại Sarenga, 12% dân số nhỏ hơn 6 tuổi.